# Gouvernement Marape II
Marape I 
Le second gouvernement Marape est le gouvernement de Papouasie-Nouvelle-Guinée formé le 11 août 2022 et mené par le Premier ministre James Marape.

## Formation
Au pouvoir à partir du 30 mai 2019, James Marape est réélu Premier ministre par les députés le 9 août 2022, à l'issue des élections législatives de 2022 auxquelles son parti Pangu Pati a obtenu la majorité relative avec environ un tiers des sièges. Ayant forgé une coalition majoritaire comprenant dix-sept partis (dont beaucoup n'ont qu'un seul député), il est formellement reconduit au poste de Premier ministre par le gouverneur général Sir Bob Dadae le même jour. Le 11 août, il nomme un gouvernement provisoire de cinq membres, se donnant le temps de réfléchir à l'attribution des autres ministères aux membres de la coalition.

## Composition

### Composition initiale

#### Provisoire (juin 2022)
Pour son gouvernement provisoire le 11 juin, James Marape reconduit John Rosso à la fonction de vice-Premier ministre et nomme William Duma, chef du Parti des ressources unies qui est son principal partenaire de coalition, à la tête d'un grand ministère chargé de divers champs d'action économiques. Soroi Eoe demeure au ministère des Affaires étrangères et Ian Ling-Stuckey conserve la responsabilité des Finances, auxquelles s'ajoutent provisoirement d'autres portefeuilles ministériels. Le Premier ministre explique veiller à la représentativité géographique de son gouvernement, et précise que ses priorités seront « renforcer les processus démocratiques » (après des élections législatives gravement entachées de problèmes d'organisation, de corruption et de violences), « bâtir une économie résiliente, construire les infrastructures de l'économie, s'occuper des questions de ressources naturelles, s'occuper de la confiance des entreprises et des investisseurs, s'occuper des problèmes de respect de la loi et de sécurité, travailler à l'éducation et à la santé, et renforcer les institutions de l'État ».
| Nom | Nom              | Nom | Fonctions | Parti                      | Circonscription |
| --- | ---------------- | --- | --- | -------------------------- | --------------- |
|     | James Marape     |     | Premier ministre, Ministre de la Planification nationale, Ministre de la Défense, Ministre de la Police et des Services pénitenciers                                                                    | Pangu Pati                 |                 |
|     | John Rosso       |     | Vice-Premier ministre, Ministre des Terres et de l'Aménagement du territoire, Ministre du Logement, Ministre de l'Éducation et de l'Enseignement supérieur, Ministre de la Santé                        | Pangu Pati                 |                 |
|     | Soroi Eoe        |     | Ministre des Affaires étrangères, Ministre du Commerce et des Industries, Ministre de la Justice et Procureur général, Ministre des Affaires de Bougainville, Ministre du Pétrole, Ministre du Tourisme | Pangu Pati                 |                 |
|     | Ian Ling-Stuckey |     | Ministre du Trésor public et des Finances, Ministre du Développement rural, Ministre du Travail et des Relations sociales, Ministre de l'Immigration et de la Sécurité des frontières                   | Pangu Pati                 |                 |
|     | William Duma     |     | Ministre des Entreprises publiques, Ministre des Mines, Ministre de l'Agriculture, Ministre des Pêcheries, Ministre des Travaux publics                                                                 | Parti des ressources unies |                 |

#### Complète (août 2022)
Le gouvernement complet est annoncé le 23 août. Outre un ministère général de l'Agriculture, James Marape crée trois ministères inédits dédiés respectivement au café, à l'huile de palme et à l'élevage, avec pour intention d'accroître la production commerciale et l'exportation dans ces domaines.
| Nom | Nom                     | Nom | Fonctions                                                                                           | Parti                         | Circonscription |
| --- | ----------------------- | --- | --------------------------------------------------------------------------------------------------- | ----------------------------- | --------------- |
|     | James Marape            |     | Premier ministre, Ministre de la Planification nationale                                            | Pangu Pati                    |                 |
|     | John Rosso              |     | Vice-Premier ministre, Ministre des Terres et de l'Aménagement du territoire                        | Pangu Pati                    |                 |
|     | William Duma            |     | Ministre des Entreprises publiques                                                                  | Parti des ressources unies    |                 |
|     | Ian Ling-Stuckey        |     | Ministre du Trésor public                                                                           | Pangu Pati                    |                 |
|     | Soroi Eoe               |     | Ministre des Relations avec les autorités provinciales et locales                                   | Pangu Pati                    |                 |
|     | Rainbo Paita            |     | Ministre des Finances                                                                               | Pangu Pati                    |                 |
|     | Richard Maru            |     | Ministre du Commerce international et des investissements étrangers                                 | Parti pour le peuple d'abord  |                 |
|     | Justin Tkatchenko       |     | Ministre des Affaires étrangères                                                                    | Parti social-démocrate        |                 |
|     | Don Polye               |     | Ministre de l'enseignement supérieur, de la Recherche, des Sciences, des Technologies et des Sports | Parti T.H.E.                  |                 |
|     | Solan Mirisim           |     | Ministre des Travaux publics et de l'Autoroute                                                      | Pangu Pati                    |                 |
|     | Pila Niningi            |     | Ministre de la Justice et Procureur général                                                         | Pangu Pati                    |                 |
|     | Walter Schnaubelt       |     | Ministre des Transports et de l'Aviation civile                                                     | Parti de l'alliance nationale |                 |
|     | Kerenga Kua             |     | Ministre du Pétrole et de l'Énergie                                                                 | Parti national                |                 |
|     | Jimmy Uguro             |     | Ministre de l'Éducation                                                                             | Pangu Pati                    |                 |
|     | Joe Sungi               |     | Ministre du Service public                                                                          | Pangu Pati                    |                 |
|     | Salio Waipo             |     | Ministre de la Foresterie                                                                           | Parti de l'alliance nationale |                 |
|     | Henry Amuli             |     | Ministre du Commerce et des Industries                                                              | Pangu Pati                    |                 |
|     | Peter Tsiamalili Junior |     | Ministre de la Sécurité intérieure (anciens ministères de la Police et des Services pénitenciers)   | Pangu Pati                    |                 |
|     | Lino Tom                |     | Ministre de la Santé                                                                                | Pangu Pati                    |                 |
|     | Kobby Bomareo           |     | Ministre du Logement                                                                                | Pangu Pati                    |                 |
|     | Jason Peter             |     | Ministre du Développement local, Ministre des Cultes, Ministre de la Jeunesse                       | Parti des ressources unies    |                 |
|     | Timothy Masiu           |     | Ministre des Technologies de l'information et de la communication                                   | Pangu Pati                    |                 |
|     | Jelta Wong              |     | Ministre des Pêcheries et des Ressources maritimes                                                  | Parti des ressources unies    |                 |
|     | Win Daki                |     | Ministre de la Défense                                                                              | Pangu Pati                    |                 |
|     | Isi Henry Leonard       |     | Ministre du Tourisme, des Arts et de la Culture                                                     | Pangu Pati                    |                 |
|     | Aiye Tambua             |     | Ministre de l'Agriculture                                                                           | Pangu Pati                    |                 |
|     | Sekie Agisa             |     | Ministre de l'Élevage                                                                               | Pangu Pati                    |                 |
|     | Francis Maneke          |     | Ministre de l'Huile de palme                                                                        | Pangu Pati                    |                 |
|     | Joe Kuli                |     | Ministre du Café                                                                                    | Parti des ressources unies    |                 |
|     | Bryan Kramer            |     | Ministre du Travail et de l'Immigration                                                             | Parti de l'allégeance         |                 |
|     | Ano Pala                |     | Ministre des Mines                                                                                  | Pangu Pati                    |                 |
|     | Simon Kilepa            |     | Ministre de l'Environnement, du Patrimoine naturel et du Réchauffement climatique                   | Parti des ressources unies    |                 |
|     | en attente              |     | Ministre des Affaires de Bougainville                                                               |                               |                 |

Le poste de ministre des Affaires de Bougainville, initialement non pourvu car le Premier ministre souhaite prendre le temps de la réflexion dans le cadre du processus de transition de Bougainville vers l'indépendance, est finalement confié le 1er septembre 2022 à Mannaseh Makiba, député de Margarima dans la province de Hela et membre du Pangu Pati. Sa nomination est accueillie favorablement par le président de Bougainville, Ishmael Toroama,.

#### Changements ultérieurs
Le 30 septembre 2022, le ministre du Travail et de l'Immigration Bryan Kramer est suspendu de ses fonctions de député et de ministre lorsque le procureur public l'accuse formellement d'outrage à la justice. Le 1er mai 2023, un tribunal le reconnaît coupable d'outrage pour avoir posté un message sur Facebook sous-entendant un conflit d'intérêts chez le président de la Cour suprême Sir Gibbs Salika (en), et pour avoir affirmé sur Facebook que Peter O'Neill avait demandé à Sir Gibbs d'accepter un document frauduleux pour échapper à des poursuites pour corruption. Bryan Kramer est également déclaré coupable d'avoir obtenu du Parlement l'adoption d'une loi créant une Autorité publique pour le développement du district de Manang, que les juges considèrent comme ayant un fonctionnement opaque,. John Rosso exerce ses fonctions par intérim. Bryan Kramer est formellement démis de ses fonctions de député -et donc également de ministre- par le gouverneur général Sir Bob Dadae le 24 mai 2023. James Marape consulte Kramer quant à sa succession et, le 3 juillet, nomme Kessy Sawang (députée de la Côte de Rai pour le Parti pour le peuple d'abord) ministre du Travail et de l'Emploi. Il la charge de préparer l'insertion de Papou-Néo-Guinéens dans les quelque 10 000 emplois exercés par des étrangers dans le pays.
Le 12 mai 2023, le ministre des Affaires étrangères Justin Tkatchenko démissionne. Il avait été accusé de racisme après avoir qualifié d'« animaux primitifs » des internautes qui avaient posté des messages sexistes et des menaces de violences contre sa fille sur des réseaux sociaux. Rappelant que ses propos ne visaient que les auteurs de ces menaces et n'avaient aucun sous-entendu racial, il fait face néanmoins à des manifestations, tandis que le chef de l'opposition, Joseph Lelang, exige que sa citoyenneté soit révoquée et qu'il soit expulsé de Papouasie-Nouvelle-Guinée. Il démissionne pour ne pas embarrasser le gouvernement au moment de la visite du président américains Joe Biden, et alors qu'il vient de conclure les négociations pour un accord en matière de défense et de sécurité avec les États-Unis. James Marape devient provisoirement ministre des Affaires étrangères. Le 19 juin, James Marape le réintègre au gouvernement, mais avec la fonction moindre de « ministre des Évènements nationaux ».
Le 21 septembre 2023, le ministre de l'Agriculture Aiye Tambua démissionne, ayant été accusé de violences familiales par son épouse dont il est séparé. 
Le 24 novembre 2023, l'élection de Henry Amuli comme député est annulée par la Cour suprême car des électeurs ont été corrompus par son directeur de campagne avec son accord. Il perd de ce fait également son rôle de ministre du Commerce.
Le 18 janvier 2024, à la suite de pillages de magasins et d'incendies criminels à Port-Moresby et à Lae ayant fait vingt-deux morts durant une courte grève de la police, le Premier ministre remanie et élargit son gouvernement, octroyant des postes clefs à des membres de la coalition. Billy Joseph du Parti social-démocrate entre notamment au gouvernement comme ministre de la Défense, remplaçant Win Daki qui devient ministre du Commerce et des Industries, tandis que Justin Tkatchenko retrouve le ministère des Affaires étrangères. Un ministère des Postes constitutionnels essentiels est créé et confié à Richard Masere, qui se voit ainsi confier la responsabilité ministérielle pour le recensement, la commission électorale, la commission indépendante contre la corruption et la commission de l'ombudsman, notamment. James Marape prend par ailleurs à son propre compte le ministère du Trésor public, rétrogradant le ministre Ian Ling-Stuckey au poste de « ministre assistant le Premier ministre ». Le gouvernement qui en résulte est le suivant ,, :
| Nom | Nom                     | Nom | Fonctions                                                                                           | Parti                         | Circonscription |
| --- | ----------------------- | --- | --------------------------------------------------------------------------------------------------- | ----------------------------- | --------------- |
|     | James Marape            |     | Premier ministre, Ministre du Trésor public                                                         | Pangu Pati                    |                 |
|     | John Rosso              |     | Vice-Premier ministre, Ministre des Terres et de l'Aménagement du territoire                        | Pangu Pati                    |                 |
|     | Ano Pala                |     | Ministre de la Planification nationale                                                              | Pangu Pati                    |                 |
|     | Richard Masere          |     | Ministre des Postes constitutionnels essentiels                                                     | Verts                         |                 |
|     | William Duma            |     | Ministre des Entreprises publiques                                                                  | Parti des ressources unies    |                 |
|     | Ian Ling-Stuckey        |     | Ministre assistant le Premier ministre                                                              | Pangu Pati                    |                 |
|     | Soroi Eoe               |     | Ministre des Relations avec les autorités provinciales et locales                                   | Pangu Pati                    |                 |
|     | Rainbo Paita            |     | Ministre des Finances                                                                               | Pangu Pati                    |                 |
|     | Richard Maru            |     | Ministre du Commerce international et des investissements étrangers                                 | Parti pour le peuple d'abord  |                 |
|     | Justin Tkatchenko       |     | Ministre des Affaires étrangères                                                                    | Parti social-démocrate        |                 |
|     | Don Polye               |     | Ministre de l'enseignement supérieur, de la Recherche, des Sciences, des Technologies et des Sports | Parti T.H.E.                  |                 |
|     | Solan Mirisim           |     | Ministre des Travaux publics et de l'Autoroute                                                      | Pangu Pati                    |                 |
|     | Pila Niningi            |     | Ministre de la Justice et Procureur général                                                         | Pangu Pati                    |                 |
|     | Walter Schnaubelt       |     | Ministre des Transports et de l'Aviation civile                                                     | Parti de l'alliance nationale |                 |
|     | Kerenga Kua             |     | Ministre de l'Énergie                                                                               | Parti national                |                 |
|     | Jimmy Maladina          |     | Ministre du Pétrole                                                                                 | Pangu Pati                    |                 |
|     | Jimmy Uguro             |     | Ministre de l'Éducation                                                                             | Pangu Pati                    |                 |
|     | Joe Sungi               |     | Ministre du Service public                                                                          | Pangu Pati                    |                 |
|     | Salio Waipo             |     | Ministre de la Foresterie                                                                           | Parti de l'alliance nationale |                 |
|     | Win Daki                |     | Ministre du Commerce et des Industries                                                              | Pangu Pati                    |                 |
|     | Peter Tsiamalili Junior |     | Ministre de la Police                                                                               | Pangu Pati                    |                 |
|     | Joe Kuli                |     | Ministre des Services pénitentiaires                                                                | Parti des ressources unies    |                 |
|     | Lino Tom                |     | Ministre de la Santé                                                                                | Pangu Pati                    |                 |
|     | Kobby Bomareo           |     | Ministre du Logement                                                                                | Pangu Pati                    |                 |
|     | Jason Peter             |     | Ministre du Développement local, Ministre des Cultes, Ministre de la Jeunesse                       | Parti des ressources unies    |                 |
|     | Timothy Masiu           |     | Ministre des Technologies de l'information et de la communication                                   | Pangu Pati                    |                 |
|     | Jelta Wong              |     | Ministre des Pêcheries et des Ressources maritimes                                                  | Parti des ressources unies    |                 |
|     | William Joseph          |     | Ministre de la Défense                                                                              | Parti social-démocrate        |                 |
|     | Isi Henry Leonard       |     | Ministre du Tourisme, des Arts et de la Culture                                                     | Pangu Pati                    |                 |
|     | John Boito              |     | Ministre de l'Agriculture                                                                           | Pangu Pati                    |                 |
|     | Sekie Agisa             |     | Ministre de l'Élevage                                                                               | Pangu Pati                    |                 |
|     | Francis Maneke          |     | Ministre de l'Huile de palme                                                                        | Pangu Pati                    |                 |
|     | William Bando           |     | Ministre du Café                                                                                    | Parti des ressources unies    |                 |
|     | Kessy Sawang            |     | Ministre du Travail et de l'Immigration                                                             | Parti pour le peuple d'abord  |                 |
|     | Muguwa Dilu             |     | Ministre des Mines                                                                                  | Pangu Pati                    |                 |
|     | Simon Kilepa            |     | Ministre de l'Environnement, du Patrimoine naturel et du Réchauffement climatique                   | Parti des ressources unies    |                 |
|     | Mannaseh Makiba         |     | Ministre des Affaires de Bougainville                                                               | Pangu Pati                    |                 |

Le ministre de l'Énergie Kerenga Kua démissionne presque immédiatement pour protester contre le fait de ne plus avoir le portefeuille ministériel du pétrole. Robert Naguri lui succède.
Le 25 mai 2024, cinq ministres se joignent à l'opposition dans l'espoir de rendre celle-ci majoritaire, et quittent donc le gouvernement : Rainbo Paita (finances), Don Polye (enseignement supérieur), Kobby Bomareo (logement), Robert Naguri (énergie), et Isi Henry Leonard (tourisme).
Le 8 juillet 2024, le ministre du Pétrole Jimmy Maladina démissionne après avoir été arrêté en Australie et inculpé pour violence conjugale.
Le 9 juillet 2024, le Premier ministre nomme de nouveaux ministres pour combler les postes vacants depuis mai : Miki Kaeok (Pangu Pati) devient ministre des Finances ; Kinoka Feo (Pangu Pati) devient ministre de l'enseignement supérieur ; Kobby Bomareo change une nouvelle fois de camp et retrouve le ministère du Logement ; Thomas Opa (Pangu Pati) devient ministre de l'Énergie (et, par intérim, du Pétrole) ; et Belden Namah (Parti de la Papouasie-Nouvelle-Guinée) quitte l'opposition pour obtenir le poste de ministre de la Culture et du Tourisme.